# ذئب أحمر
الذئب الأحمر أو ذئب فلوريدا (الاسم العلمي: Canis rufus) وهو من الأنواع التي تعد على وشك الانقراض، ينتمي إلى فصيلة الكلبيات، موطنه جنوب شرق الولايات المتحدة وبالأخص ولاية فلوريدا ومنها انتشر إلى باقي أرجاء أمريكا الشمالية، يعد حجمه وسطاً بين القيوط والذئب الرمادي.

## معرض صور

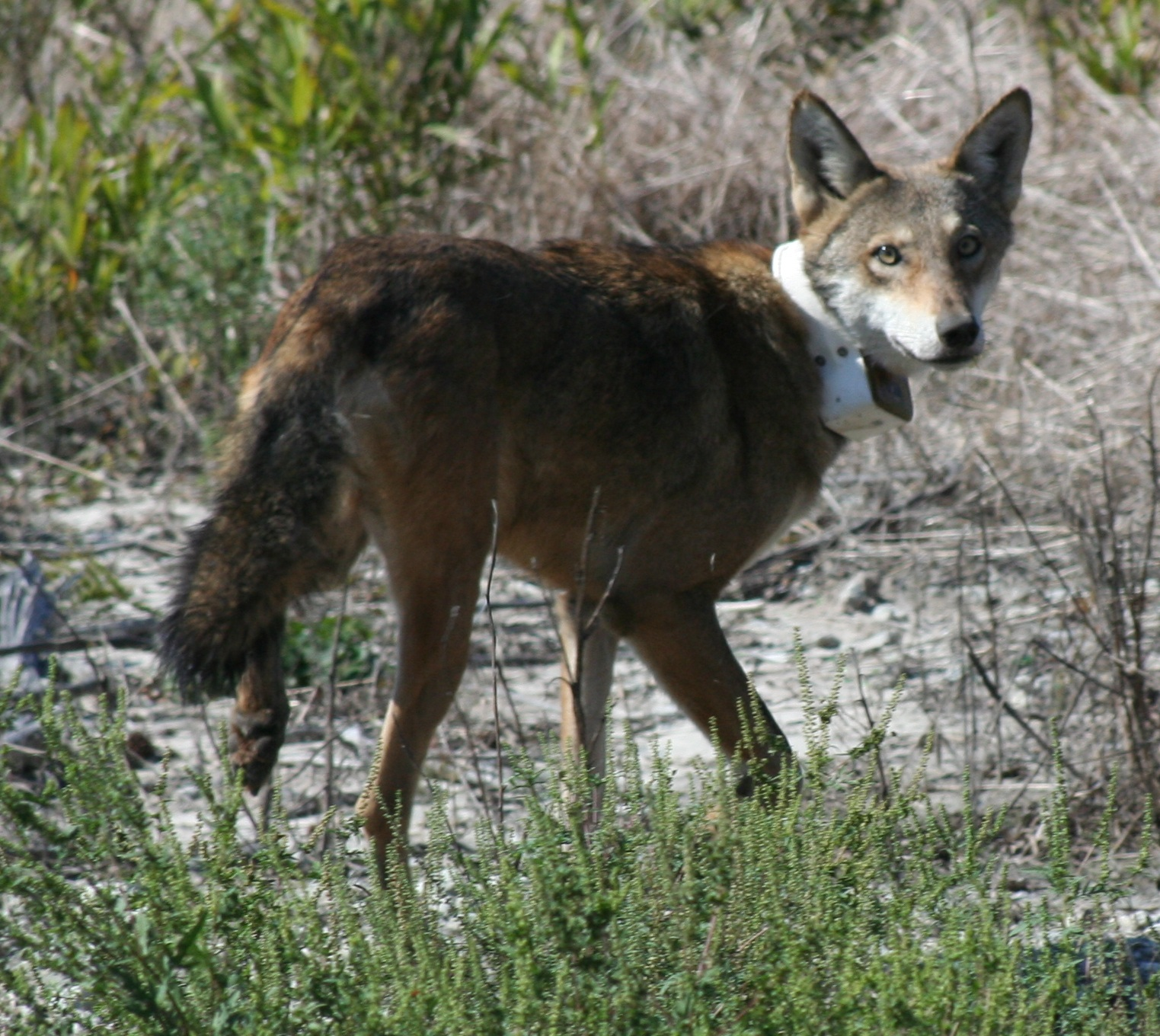
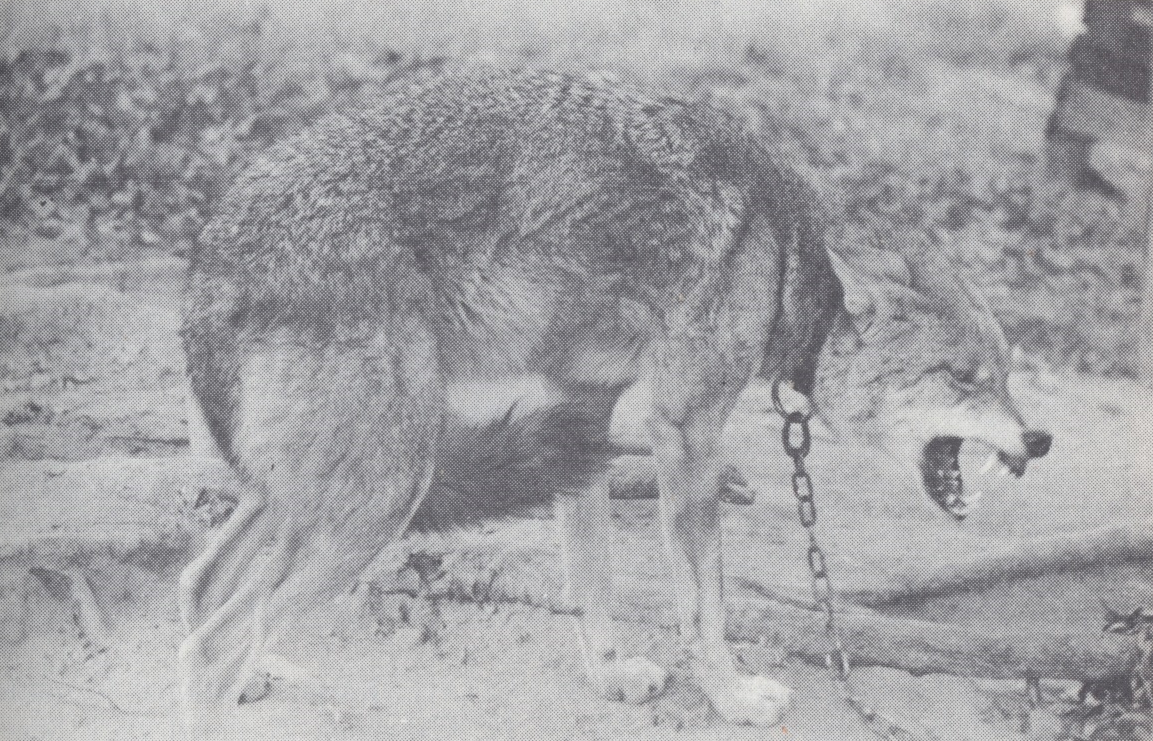
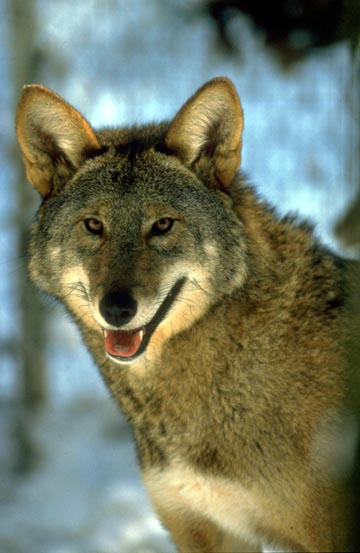
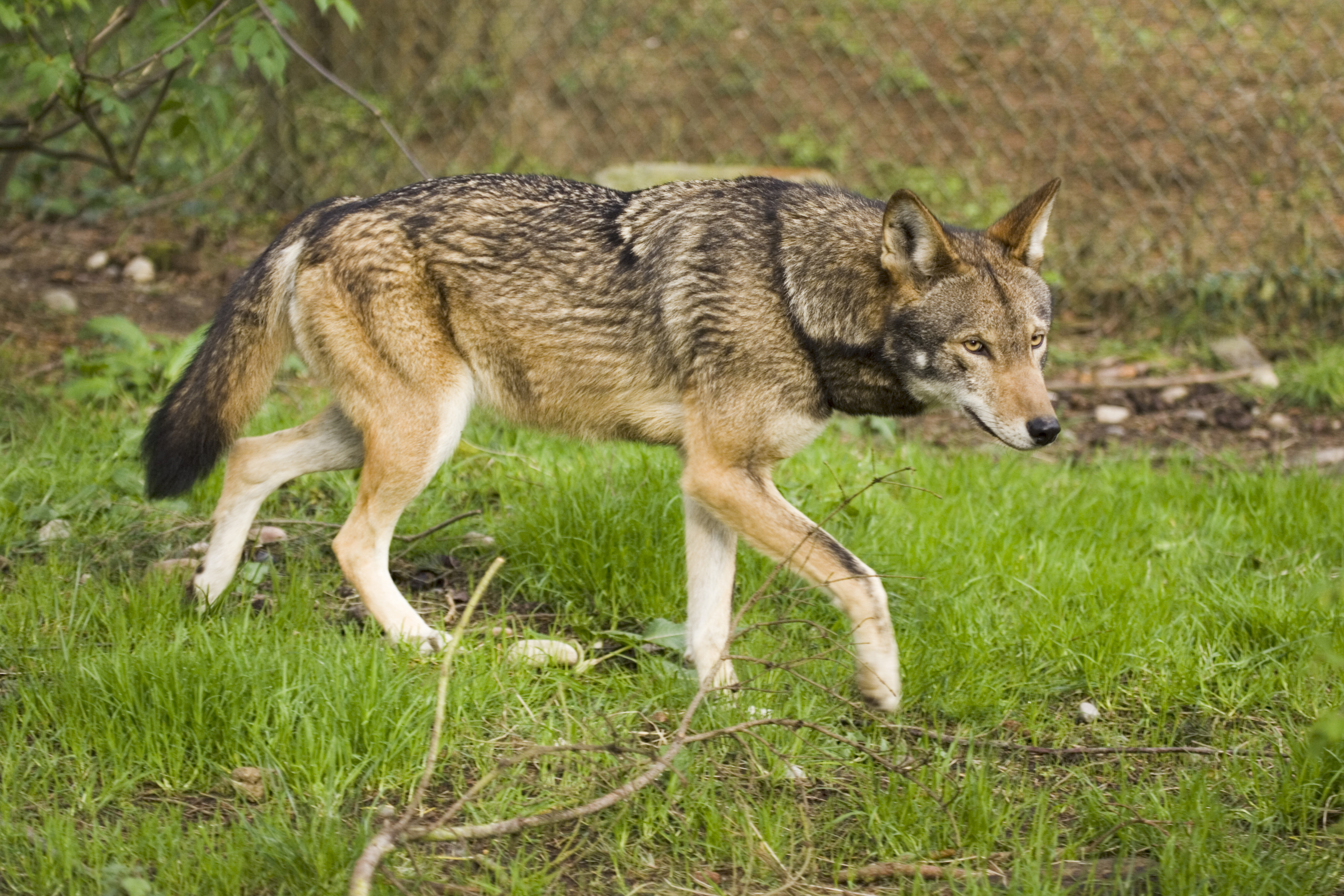

## انظر ايضاً
- ذئب أوراسي
- ذئب مكسيكي